# Єва Бандровська-Турська
Єва Бандро́вська-Ту́рська (20 травня 1894, Краків — 25 червня 1979, Варшава) — польська співачка (лірико-колоратурне сопрано) і педагог. Лауреатка Державної премії Польської Народної Республіки за 1952 рік.

## Біографія
Народилася 20 травня 1894 року в місті Кракові (нині Польща). Співати навчалася упродовж 1911—1913 років у Кракові у свого дядька Александра Бандровського, потім у Відні у Гелени Збоїнської-Рушковської та Мілані в А. Подесті.
У 1918—1919 та 1926—1928 роках — солістка оперного театру у Львові, у 1928—1930 роках співала у Познані та Варшаві. Протягом 1930—1960 років гастролювала у багатьох країнах світу, зокрема в СРСР (1934 року та в післявоєнні роки — в Києві, Харкові та Одесі, 1939 року — у Львові).
З 1946 року — професор Краківської консерваторії, а з 1949 по 1951 рік — Вищої оперної школи в Познані. З 1949 по 1961 рік виступала не сцені Варшавської опери. Померла у Варшаві 25 червня 1979 року. Похована у Варшаві на Повонзківському цвинтарі (ділянка 154b-4-11).

## Творчість
Виконала партії
- Констанца («Викрадення із сералю» Вольфганга Амадея Моцарта);
- Графиня, Галька («Графиня», «Галька» Станіслава Монюшка);
- Лючія («Лючія ді Ламмермур» Гаетано Доніцетті);
- Маргарита Валуа («Гугеноти» Джакомо Меєрбера);
- Маргарита («Фауст» Шарля Гуно);
- Віолетта, Леонора, Джільда («Травіата», «Трубадур», «Ріголетто» Джузеппе Верді);
- Розіна («Севільський цирульник» Джоаккіно Россіні);
- Манон Леско («Манон» Жюля Массне);
- Лакме («Лакме» Лео Деліба);
- Лейла («Шукачі перлів» Жоржа Бізе);
- Тетяна («Євгеній Онєгін» Петра Чайковського);
- Мімі, Тоска, Чіо-чіо-сан («Богема», «Тоска», «Мадам Баттерфляй» Джакомо Пуччіні).

Уславилася як виконавиця вокальних творів Кароля Шимановського, Клода Дебюссі, Петра Чайковського.